# Paul Karrer
Paul Karrer (ur. 21 kwietnia 1889 w Moskwie, Rosja, zm. 18 czerwca 1971 w Zurychu, Szwajcaria) – szwajcarski chemik organik, laureat Nagrody Nobla z dziedziny chemii w roku 1937 za badania karotenoidów, flawonoidów oraz witamin A i B2.
Był profesorem chemii organicznej w Zurychu (od roku 1918), członkiem honorowym PTCh (1939).
Prace badawcze: stwierdzenie, że karoten jest prowitaminą A (1928) podanie jego wzoru strukturalnego i synteza (1930). Syntezy witamin: A (1928), B2 (z Richardem Kuhnem 1935), E (1938) i K wspólnie z Damem (1939-1940). Wyodrębnił z lucerny witaminę K1 (filochinon, 1938); badał kurary (1946), barwniki roślinne, aminokwasy węglowodany itd.
Otrzymał Nagrodę Nobla w dziedzinie chemii w roku 1937. Autor podręcznika chemii organicznej (1927), kilkanaście wydań i tłumaczeń, tłumaczenie polskie 1951-1955.